# M70 (Hongarije)
De M70 is een Hongaarse autoweg die de M7 verbindt met het wegennet van Slovenië. De weg zorgt dus voor een snelle verbinding tussen beide landen zonder dat het grondgebied van Kroatië gepasseerd hoeft te worden. Het totale traject tussen de M7 bij Letenye en de Sloveense grens bedraagt 20 kilometer. Daar sluit de M70 aan op de Sloveense snelweg A5. De weg werd voltooid in 2006.
M0 ·
M1 ·
M2 ·
M3 ·
M4 ·
M5 ·
M6 ·
M7 ·
M8 ·
M9 ·
M15 ·
M19 ·
M25 ·
M30 ·
M31 ·
M35 ·
M43 ·
M44·
M51 ·
M60 ·
M70·
M76·
M80·
M85·
M86